# Misión San Francisco Solano
La Misión San Francisco Solano fue la 21.ª y última misión construida en Alta California, y la localizada más al norte de esa provincia. Fue la única misión construida en Alta California después de que México se independizara de España. La dificultad de su comienzo demuestra la confusión resultante de ese cambio de gobernanza. El gobernador de California quería una fuerte presencia mexicana al norte de la bahía de San Francisco para evitar que los rusos que habían establecido Fort Ross en la costa del Pacífico se movieran hacia el interior. Un fraile franciscano joven de la Misión de San Francisco de Asís quería ir a un lugar con un mejor clima y con acceso a un mayor número de conversos potenciales. 
El experimento fue exitoso, considerando su corta existencia de once años, pero fue menor en número de conversos y con menor productividad y diversidad de industrias que las antiguas misiones de California.
El edificio de la misión ahora es parte del Parque Histórico Estatal de Sonoma y está ubicado en la ciudad de Sonoma, California. 

## Historia

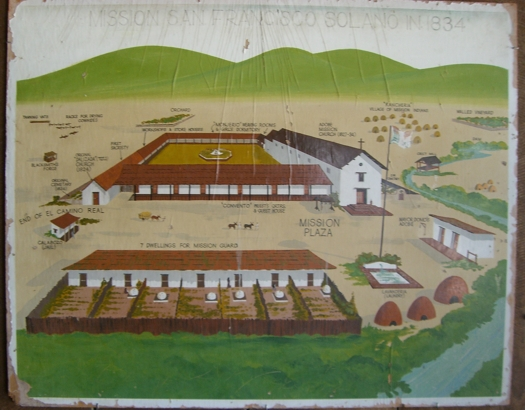
Representación estilizada de la misión

El padre José Altimira a los 33 años llegó de Barcelona, España, para servir en la Misión de San Francisco de Asís. La misión no estaba prosperando debido a su clima y había establecido una asistencia (sub-misión) médica en San Rafael para ayudar a los neófitos (nativos americanos bautizados) enfermos de la misión a recuperar su salud. El gobernador de California, Luis Antonio Argüello, estaba interesado en impedir que los rusos en la Bahía Bodega y Fort Ross se movieran hacia el interior. Juntos desarrollaron y presentaron a las autoridades de la iglesia y del territorio (legislatura) un plan para trasladar la Misión de San Francisco de Asís y la asistencia de San Rafael a una nueva ubicación al norte de la Bahía. La legislatura lo aprobó, pero las autoridades de la iglesia no respondieron (habían enviado el plan a sus superiores en México). Bajo el antiguo régimen español, fundar una nueva misión requirió la aprobación tanto del obispo de Nueva España como del virrey del rey.
A partir de 1823, mientras esperaba una respuesta de las autoridades de la iglesia, el padre  Altimira, con escoltas militares, comenzó a explorar el norte de la Bahía en busca de un sitio de misión adecuado. El 4 de julio de 1823, los soldados colocaron una gran cruz de madera de secuoya en el lugar del Valle de Sonoma, donde esperaban que se estableciera la nueva Misión de San Francisco de Asís. Luego celebraron una misa para consagrar el lugar. Luego regresaron al sur para comenzar a reunir hombres y materiales para comenzar la construcción.
El área alrededor del sitio seleccionado no estaba vacío. Estaba cerca de la esquina noreste del territorio de los indígenas Miwok de la costa, los Pomo al noroeste, los Wappo al noreste, y los pueblos Suisunes y Ptwin al este. Se proporcionaría un destacamento de soldados del Presidio de San Francisco para proteger la Misión y los neófitos.
Altimira con soldados y neófitos, principalmente de la Misión de San Francisco de Asís, regresó al área de Sonoma a fines de agosto. Altimira decidió que había un lugar mejor para construir al otro lado del valle. Justo después de comenzar, recibió una carta del Padre-Presidente Sarria, quien rechazó el permiso de Altamira para continuar construyendo. El padre  Altimira obedeció y en el mes de septiembre continuaron las negociaciones entre los líderes civiles y religiosos de California. El 30 de septiembre se llegó a un acuerdo: se podría construir una nueva misión y el padre Altimira sería su ministro, pero la Misión de San Francisco de Asís no sería cerrada y la asistencia de San Rafael ya había sido designada como una misión completa (Misión de San Rafael Arcángel).
A partir de octubre de 1823, el padre Altimira tuvo la oportunidad de construir su nueva misión en el lugar que eligió, pero como la Misión de San Francisco de Asís permanecería abierta, esta Misión necesitaba un santo patrón diferente. Altimira eligió a San Francisco Solano, un misionero franciscano del siglo XVII en América del Sur. Su compañía de soldados y neófitos comenzó a construir todas las instalaciones necesarias en una misión de California. Su informe anual de 1823 no mencionó ningún bautismo, un matrimonio, un funeral, una población de 482 indios (todos transferidos de otras misiones) y 1341 animales. El trabajo había comenzado demasiado tarde en el año para plantar y cosechar cualquier cosa. 
El 4 de abril de 1824, un Domingo de la Pasión, el padre Altimira orgullosamente dedicó su iglesia. Era una edificacación tosca y temporal, pero simbolizaba el desarrollo en la Misión. La iglesia estaba construida con tablas encaladas pero estaba bien amueblada y decorada. Muchos de los artículos fueron regalos de los rusos en Fort Ross. También contenía una pintura de lienzo de San Francisco Solano que había sido donada por el padre-presidente. Además, a la Misión se le había prometido una reliquia del santo patrón para poner en el altar.
La Misión continuó desarrollándose hasta que surgió una discusión sobre el intercambio de la abundante cosecha de 1826. Los indios que no vivían en la Misión estaban descontentos con la cantidad asignada para su trabajo; quemaron algunos de los edificios de madera en protesta. El padre Altimira con unos pocos neófitos fieles huyó a la Misión de San Rafael Arcángel.
El padre Buenaventura Fortuni, un franciscano español anciano que había estado trabajando en la Mission de San José, fue asignado para reemplazar a Altimira. El padre Fortuni rápidamente restableció el orden y la moral y se reanudó el trabajo de construcción de la misión. Arregló los edificios principales para formar un gran recinto cuadrado. 
En 1830 el padre Fortuni, después de haber laborado solo en esta misión durante 3 años y medio, sintió la necesidad de transferirse a otra misión donde se pudiera compartir la carga de trabajo. Tenía 58 años cuando fue reemplazado por el padre José Gutiérrez, un fraile franciscano de América del Sur. El gobierno mexicano había exigido en 1826 que todos los frailes españoles que no prometieran lealtad a México se fueran. El padre Fortuni había quedado exento de esta regla, pero todos los nuevos miembros de la iglesia estarían obligados a hacer la promesa.
El padre Gutiérrez continuó construyendo y aumentó el esfuerzo agrícola. Para 1832, la misión tenía 27 habitaciones en el convento o en las habitaciones de los sacerdotes, con una gran iglesia de adobe en el extremo este y un almacén de madera (la capilla original de la misión) en el extremo oeste. Completando este recinto había talleres donde a los indios se les enseñaba a ser artesanos y creaban los artículos necesarios para ayudar a que la misión fuera autosuficiente. A lo largo de la parte de atrás del patio estaban las habitaciones y las salas de trabajo para las indias jóvenes. Además del cuadrilátero, había huertos, jardines, viñedos, campos de grano, un molino, casas para los soldados y familias indias, una cárcel, un cementerio y una enfermería.
El año más exitoso de la corta existencia de esta misión (11 años) fue 1832. En su informe anual de ese año, el padre Gutiérrez registró lo siguiente: 127 bautizos, 34 matrimonios y 70 muertes; un total de 996 neófitos (procedentes de 35 aldeas del área); el inventario ganadero incluyó 6,000 ovejas y cabras, 900 caballos, 13 mulas, 50 cerdos y 3,500 cabezas de ganado. Los cultivos se midieron en fanegas, una medida variable de volumen generalmente entre 50 y 60 litros. En 1832, la misión produjo 800 fanegas de trigo, 1025 fanegas de cebada, 52 fanegas de guisantes, 300 fanegas de maíz, 32 fanegas de frijoles y 2 fanegas de garbanzos.
En 1833, el Congreso mexicano decidió cerrar todas las misiones en Alta California con la aprobación de la acta de secularización mexicana de 1833. El gobernador José Figueroa emitió el «Reglamento Provisional para la secularización de las Misiones» el 9 de agosto de 1834, en el que se exponían los requisitos para la distribución de bienes (tierra, ganado y equipo) a los neófitos de cada misión. Entre las disposiciones se establecía que: «5. A cada jefe de familia y a todos los mayores de 20 años, se les otorgará de los terrenos de la Misión un lote de no más de 400 ni menos de 100 varas cuadradas» [28 a 7 acres]. Y «6 (...) pro rata (...) la mitad del ganado» y «7. (...) la mitad o menos de los bienes muebles, herramientas y semillas existentes.»
La Misión San Francisco Solano dejó de existir oficialmente el 3 de noviembre de 1834, cuando fue designada parroquia de primera clase. Los misioneros españoles debían ser reemplazados por párrocos, el primero fue el padre Lorenzo Quijas, que anteriormente había sido asignado a Sonoma y San Rafael.
El teniente Mariano Vallejo, comandante del Presidio de San Francisco, fue nombrado comisionado para supervisar el cierre de la Misión de acuerdo con el Reglamento. El padre Quijas regresó a San Rafael en julio de 1835, después de muchas disputas con Guadalupe Antonio Ortega, el mayordomo de Vallejo a quien había delegado el trabajo de secularización. Ortega (a veces llamado sargento Ortega era "inculto, grosero y licencioso". Justo después de regresar a San Rafael, el Padre Quijas escribió una carta al comisario del prefecto García Diego, su superior, quejándose de la situación en Sonoma y específicamente de los «hechos abominables de Ortega» Quijas luego da nombres de testigos para ser llamados contra Ortega. Al recibir la carta, el padre Diego lo envió al gobernador José Figueroa exigiendo alguna acción contra Ortega. El gobernador estaba gravemente enfermo y murió a fines del mes siguiente. No se tomaron medidas. No fue hasta el verano de 1837, debido a nuevos escándalos y cuentas insatisfactorias, que Ortega fue eliminado.
Después de que el padre Quijas se fue, la población neófita disminuyó rápidamente, la mayoría regresó a sus aldeas de origen, llevándose sus bienes muebles, o se mudaron a ranchos (incluido el Adobe de Petaluma de Vallejo) para trabajar, o se quedaron en Sonoma como sirvientes. Según los informes, algunos antiguos indios de la Misión recibieron sus tierras y ganado asignados de la Misión (ninguna de estas pequeñas parcelas de tierra se registraron permanentemente). En agosto de 1839, el gobierno envió a William Edward Petty Hartnell como Visitador General de Misiones para verificar el cumplimiento del Reglamento, pero Vallejo evitó responder, alegando que no tenía tiempo debido a asuntos militares. Nunca se completó una revisión efectiva de la secularización de la misión de Sonoma.
Los edificios de la misión cayeron rápidamente en mal estado. La ciudad de Sonoma estaba creciendo y los materiales de construcción tenían una gran demanda. Tejas, vigas y ladrillos de adobe fueron rescatados de los edificios de la misión. Después de que los colonos habían canibalizado los viejos edificios, la naturaleza comenzó a reciclar los restos.

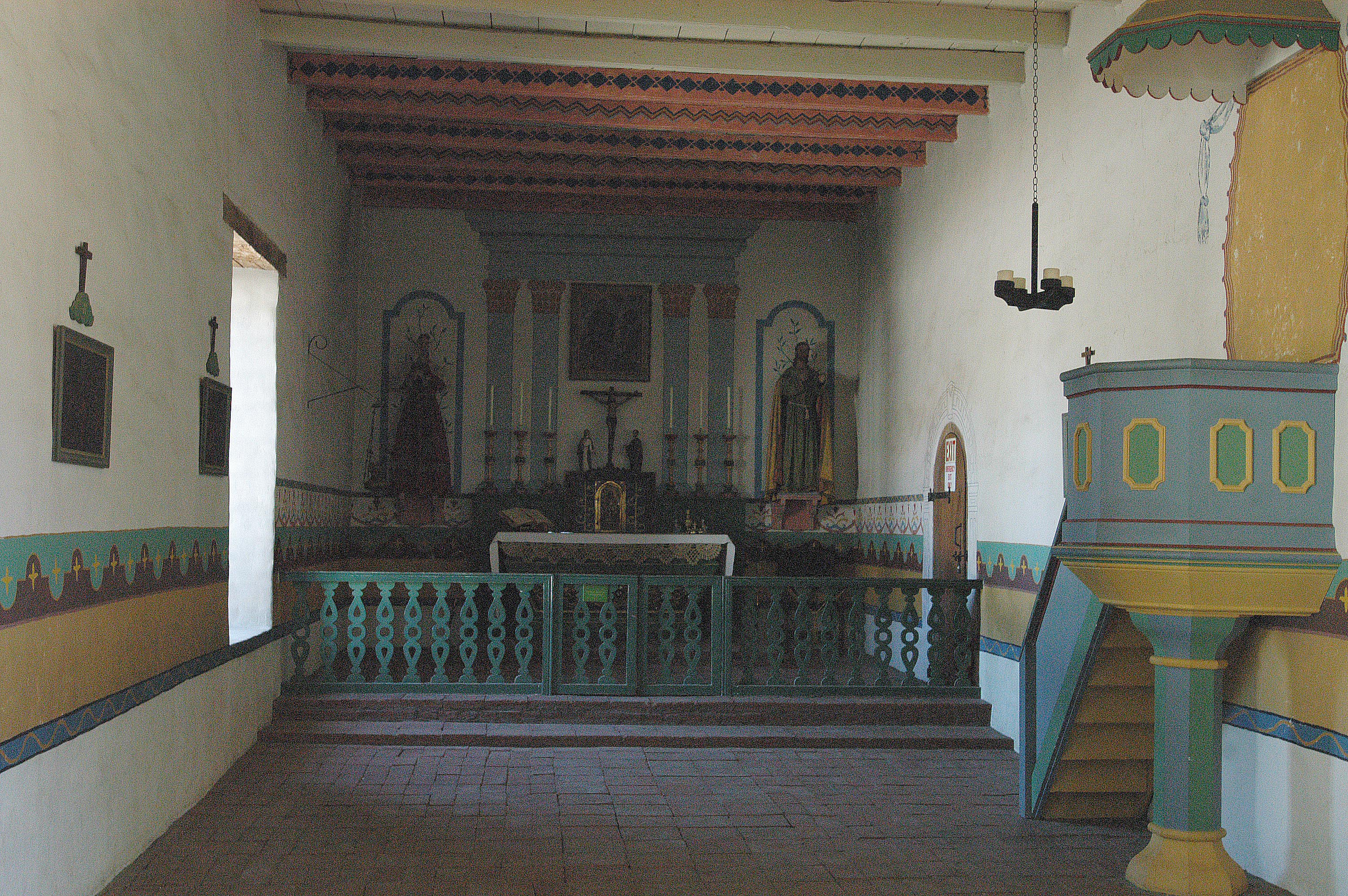
Interior de la capilla de Vallejo

En 1841, Mariano Vallejo ordenó construir una pequeña capilla de adobe en la ubicación de la primera capilla de madera de la misión. Se convirtió en la iglesia de la parroquia y reemplazó a la gran iglesia misionera que se estaba deteriorando rápidamente. Se encontraba en el extremo oeste del Convento, por lo que a menudo se cree que es la iglesia de la antigua misión.
Durante 1863, el presidente Abraham Lincoln transfirió la propiedad de todas las iglesias misioneras en California a la Iglesia católica. En 1881, la propiedad de la iglesia de Sonoma se vendió a un empresario local y se construyó una nueva iglesia parroquial en toda la ciudad. Hubo un tiempo en que la antigua capilla de adobe se usaba como almacén. El Convento puede haber sido utilizado como una bodega.
En 1903, los dos edificios restantes de la misión fueron adquiridos por la Liga de Monumentos Históricos de California y se convirtieron en parte del Sistema de Parques de California en 1906. Para 1913, ambos habían sido reconstruidos. Después de la década de 1940, la antigua iglesia y el convento fueron remodelados a lo largo de líneas más auténticas adecuadas para exhibiciones dedicadas exclusivamente a la historia de la misión.
Dedicado en 1999, el Monumento al Indio de la Misión Sonoma rinde homenaje a los más de 800 nativos (incluidos más de 200 niños) que murieron mientras vivían y trabajaban en la Misión entre 1824 y 1839. Sus nombres cristianos, según lo registrado por los sacerdotes en los registros de la Misión, están inscritos en este monumento de granito. Enfermedades europeas como el sarampión y la viruela, para las cuales los nativos americanos no tenían resistencia hereditaria, junto con las condiciones de vida superpobladas y poco saludables en todas las misiones de California (especialmente para mujeres y niños) contribuyeron a la alta tasa de mortalidad.

## Hito histórico de California

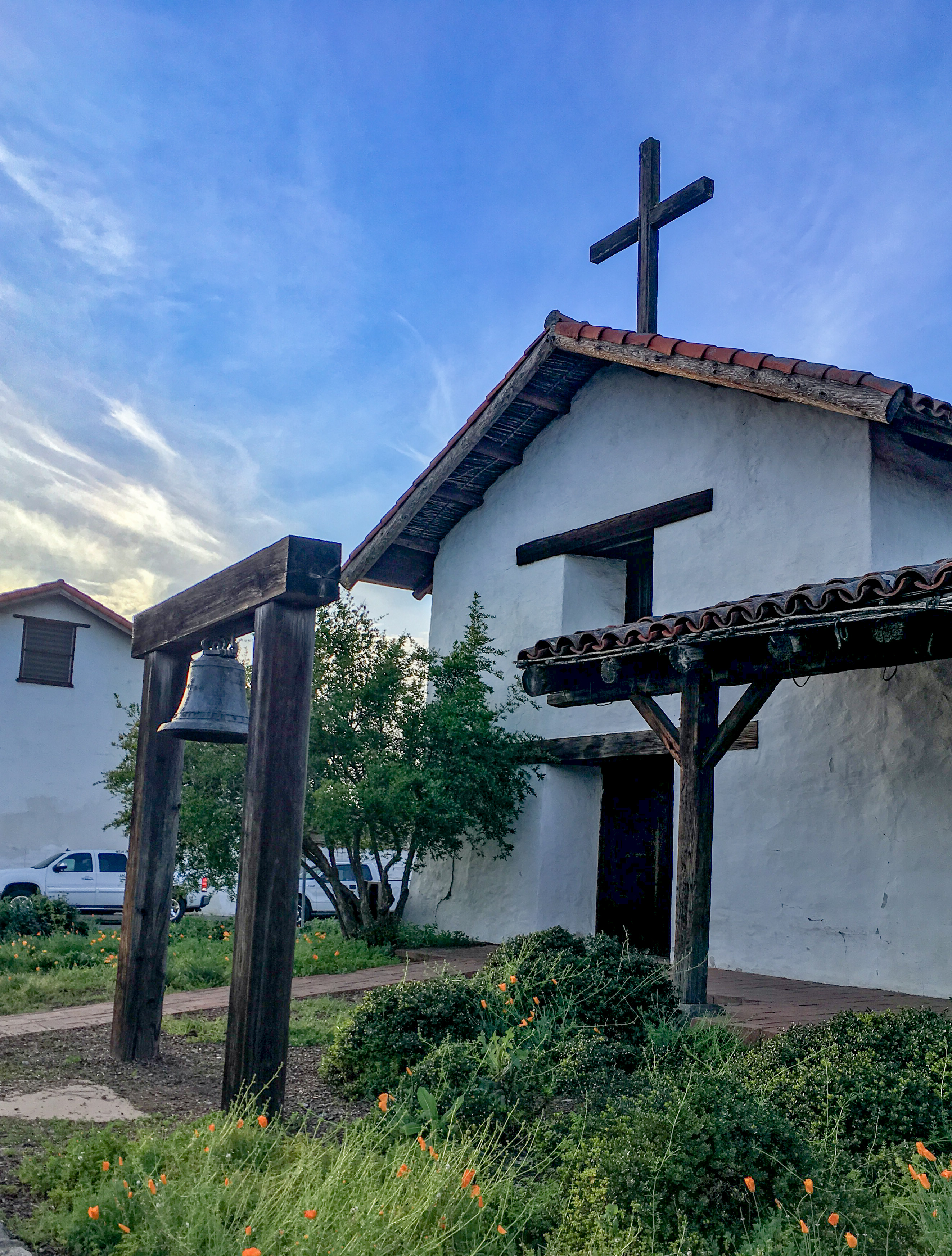
La misión hoy

El 1 de junio de 1932, Mission San Francisco Solano fue designada Monumento Histórico de California número 3. 